# Hiroaki Katayama
Hiroaki Katayama (jap. 片山 広明, Katayama Hiroaki; * 1. März 1951 in der Präfektur Chiba; † 13. November 2018) war ein japanischer Jazzmusiker (Saxophone).

## Leben und Wirken
Hiroaki Katayama spielte zunächst Altsaxophon, das ihm seine Eltern während der Schulzeit geschenkt hatten. Nach seinem Wechsel zum Tenorsaxophon (das zu seinem Hauptinstrument wurde) spielte er während seiner College-Jahre bei Itaru Oki. Er arbeitete dann ab den frühen 1970er-Jahren in der japanischen Free-Jazz-Szene u. a. mit Keiki Midorikawa, dem Now Music Ensemble, mit dem auch erste Aufnahmen entstanden (Inspiration & Power 14 (1973), mit Tadashi Yoshida, Kazutoshi Kakubari, Yoshiaki Fujikawa, Keiki Midorikawa und Hozumi Tanaka), sowie im Seikatsu-Koujou-Iinkai Orchestra (Seikatsu Kojo Iinkai, mit Kazutoki Umezu, Yoriyuki Harada, Takeharu Hayakawa), mit dem 1979 das Album This Is Music, Is This? entstand. 1982 nahm er ein Soloalbum auf (Equator). In den folgenden Jahren gehörte er u. a. zu Kazutoki Umezus Dr. Umezu Band, mit der er sieben Alben einspielte und mehrmals in Europa tourte; 1983 gastierte er mit Umezu auf dem Moers Festival. Als Mitglied des East Asia Orchestra trat er 1984 auf der Jazzbühne Berlin auf. 
1987 spielte Katayama mit Takeharu Hayakawa (Bass) und Ken Tsunoda (Schlagzeug) in Tokyo das Trioalbum Drei Sherry ein, darauf eine Version des Mingus-Klassikers „Goodbye Pork Pie Hat“. In den 90ern arbeitete  er u. a. mit Shun Sakai, in der Bigband Shibusashirazu (Album Something Different, 1994) und in Berlin mit dem Aki Takase Sextett; 1996 tourte er in Japan mit dem Berlin Contemporary Jazz Orchestra. In den folgenden Jahren arbeitete er außerdem mit Kazutoki Umezu (Hallelujah, Anyway – Remembering Tom Cora, 1998), in der Formation Shang Shang Typhoon und im Satoko Fujii Orchestra East, mit dem er 2002 auf dem Yamaha Jazz Festival auftrat. In der Formation CO2 spielte er mit Eiichi Hayashi, Takayuki Kato, Takeharu Hayakawa  und  Yasuhiro Yoshigaki. Im Bereich des Jazz war er zwischen 1973 und 2002 an 34 Aufnahmesessions beteiligt. In späteren Jahren spielte er noch im Saxophon-Duo mit Hideki Tachibana.

## Diskographische Hinweise
- So-kana (1992), mit Takayuki Kato, Hideaki Mochizuki, Ryōjirō Furusawa
- De-ga-show! (1994), mit Masanori Suzuki, Haruki Sato, Eiichi Hayashi, Junichiro Matsukawa, Taizo Sakai, Katumasa Kamimura, Ryojiro Furusawa
- Instant Groove (1998)
- Katayama/Ishiwatari/Fuwa/Toyozumi: Fiction (1998), mit Akihiro Ishiwatari, Daisuke Fuwa, Yoshisaburo Toyozumi
- Quatre (2002), mit Fumio Itabashi, Nobuyoshi Ino, Yasuhiro Yoshigaki